# Référendum de 2020 sur la légalisation du cannabis au New Jersey
Un référendum de 2020 sur la légalisation du cannabis a lieu le 3 novembre 2020 au New Jersey. La population est amenée à se prononcer sur une proposition de loi d'origine parlementaire, dite Question 1, visant à légaliser la possession et l'utilisation du cannabis à fins récréatives pour toutes les personnes âgées d'au moins 21 ans, ainsi que sa culture, sa transformation et sa vente.
La proposition est approuvée à une large majorité. La légalisation prend effet le 22 février 2021.

## Résultats
| Choix                     | Votes     | %     |
| ------------------------- | --------- | ----- |
| Pour                      | 2 737 682 | 67,08 |
| Contre                    | 1 343 610 | 32,92 |
|                           |           |       |
| Votes valides             | 4 081 292 | 88,04 |
| Votes blancs et invalides | 554 293   | 11,96 |
| Total                     | 4 635 585 | 100   |
| Abstention                | 1 771 712 | 27,65 |
| Inscrits/Participation    | 6 407 297 | 72,35 |

| Pour 2 737 682 (67,08 %) |  |  | Contre 1 343 610 (32,92 %) |
| ▲                        |  |  |                            |
| Majorité absolue         |  |  |                            |

## Suites
La légalisation prend effet au premier janvier 2021.